# Талмаза
Талмаза (рум. Talmaza) — село в Молдові в Штефан-Водському районі. Утворює окрему комуну.
В селі знаходяться такі визначні місця як «Турецький Сад» та «Сліпий Дністер».

## Відомі уродженці
- Геннадій Тулбя (1979) — молдовський, згодом монакський борець вільного стилю, срібний призер чемпіонату світу, дворазовий переможець і дворазовий срібний призер чемпіонатів Європи, учасник Олімпійських ігор.
- Микола Чебан (1986) — молдовський борець вільного стилю, дворазовий бронзовий призер чемпіонатів Європи, учасник Олімпійських ігор.
- Штефан Чобану (1883–1950) — румунський і бессарабський історик, політичний і державний діяч, педагог, професор, академік, віце-президент Румунської академії (1944–1948).